# Áreas protegidas de Bielorrusia

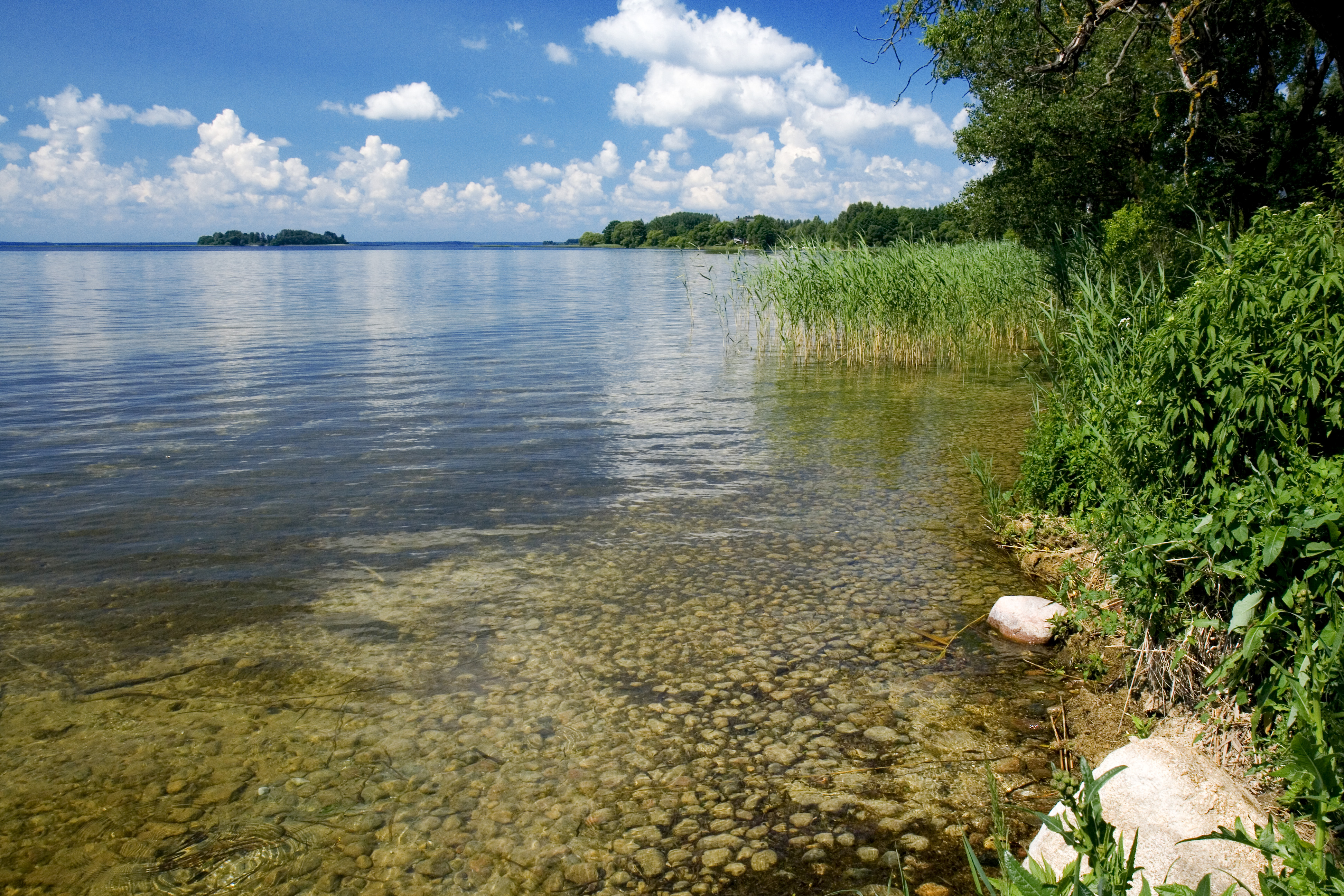
Parque nacional Narachanski

Las áreas protegidas en Bielorrusia son administradas desde 1994 por decreto ley bajo el acta "Sobre las Áreas Naturales Protegidas" (en bielorruso: Об особо охраняемых природных территориях, transl.: Ob osobo ojranyaiemyj prirodnij territoriyaj) y sus enmiendas.
En 2008 había cinco zapovedniki y parques nacionales, ochenta y cuatro zakazniki de importancia nacional y 349 a nivel local, 305 monumentos naturales a nivel nacional y otros 544 a nivel local.
Según la IUCN, en 2021, había en Bielorrusia 470 áreas protegidas que abarcaban 18.383 km², el 9,35 % del territorio (207.228 km²). De estas, 3 son parques nacionales, 177 son monumentos naturales, 2 son reservas naturales estatales, 1 es una reserva de caza, 119 son santuarios naturales o reservas parciales y 139 son monumentos naturales locales. Además, hay 3 reservas de la biosfera de la Unesco, 1 sitio patrimonio de la humanidad y 26 sitios Ramsar.

## Categorías en 1994

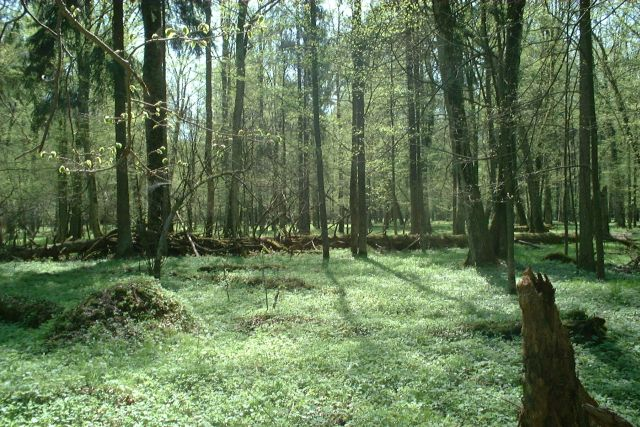
Zapovédnik del Bosque de Białowieża.

Dicha ley incluye las siguientes categorías:
- Zapovednik (Reserva natural)
- Parques nacionales
- Zakaznik (Espacio natural, coto de caza)
- Monumento natural
- Área internacional protegida.[2]

Algunas reservas naturales son reconocidas a nivel internacional como "reservas de la biosfera". Un número importante de ellos son considerados ramsares húmedos.
En 1925 se creó el primer zapovednik del país, entonces RSS de Bielorrusia. En 1939 el bosque de Białowieża quedaría integrado en el territorio tras la invasión soviética de aquel año.
En 1969 y en 1988 fueron inauguradas las reservas de Pripyat (Parque nacional desde 1996) y Polesia respectivamente.

## Parques nacionales
- Parque nacional Pripyatsky
- Parque nacional Belovezhskaya Pushcha
- Parque nacional Narachanski

## Reservas de la biosfera

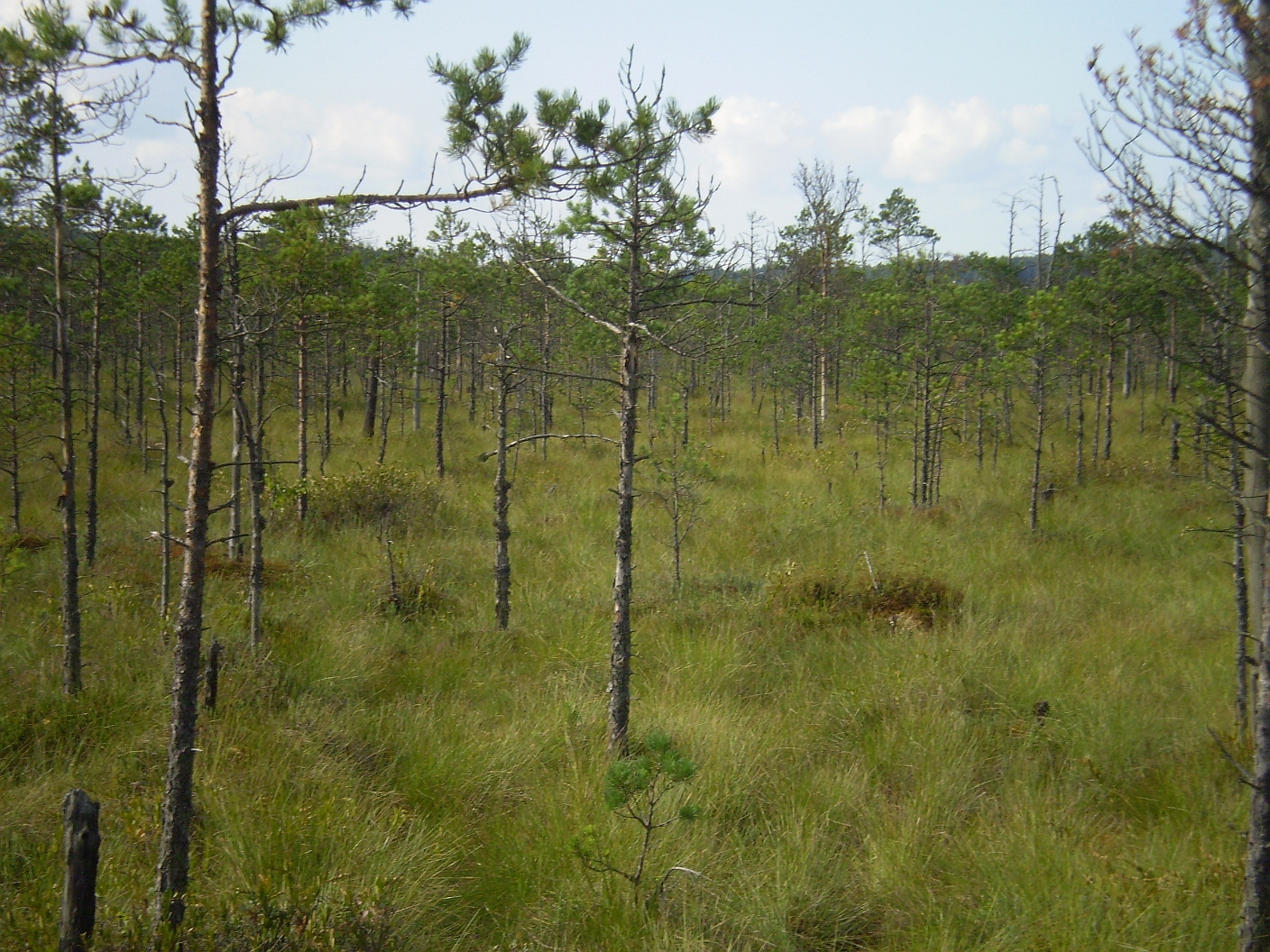
Reserva de la biosfera de Biarezinski

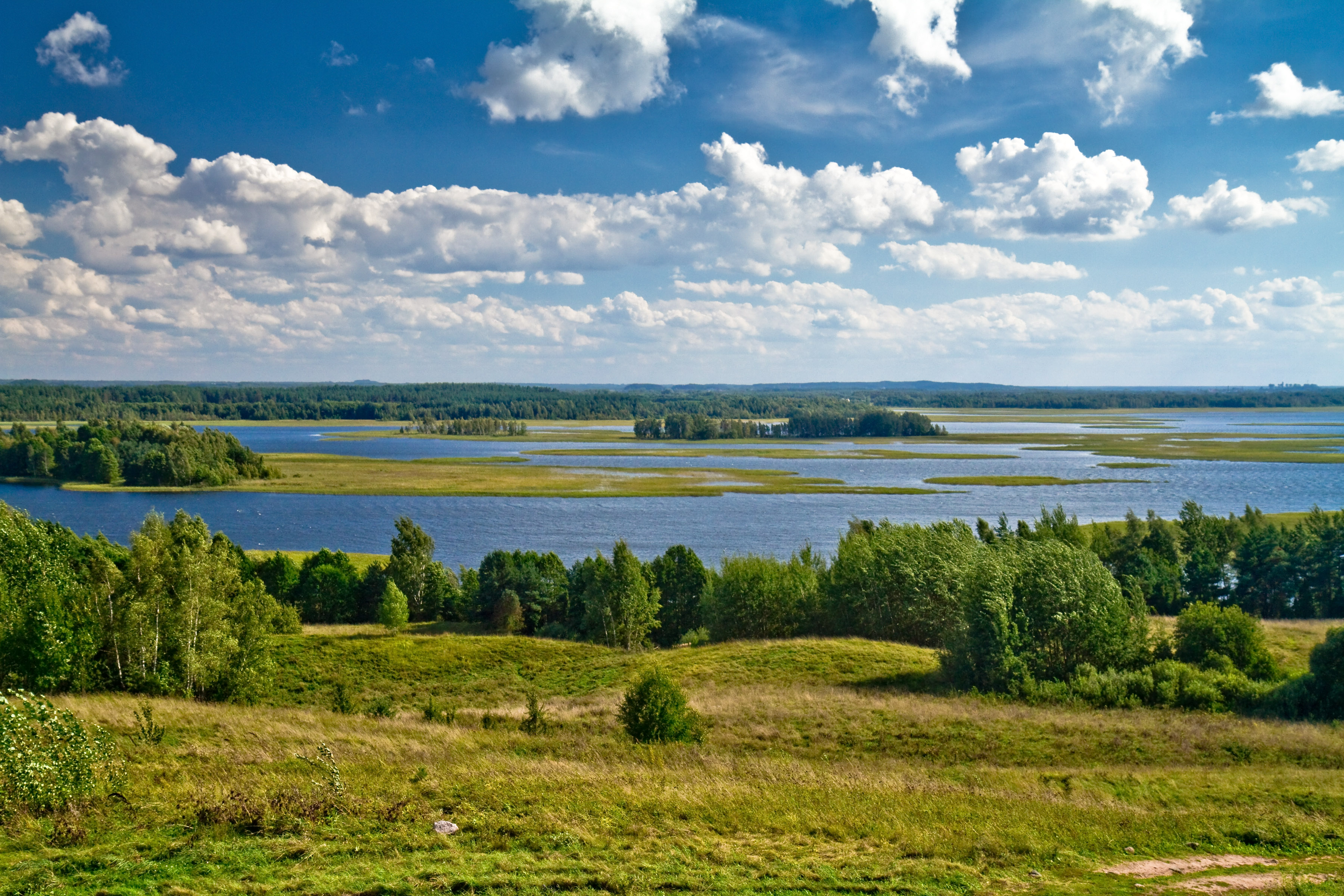
Lago Strusta, uno de los lagos de Braslau en la reserva de Braslavskie Ozera.

- Reserva de la biosfera de la Unesco del bosque de Białowieża. También patrimonio de la humanidad.

- Braslavskie Ozera, 715 km²

- Pribuzhskoye Polesie, 480 km². Se encuentra en el inmenso humedal transfronterizo de Polesia. Bosques de pinos, pantanos, praderas, dunas, páramos elevados, turberas en formación, bosques inundables y paisajes acuáticos. Se complementa con las adyacentes Reserva de la biosfera de Polesia Occidental, en Polonia, y la Reserva de la biosfera de Shatsky, en Ucrania. Está localizada en la región biogeográfica de Europa Central, en el sudoeste de la llanura de Europa Oriental, en la parte baja del valle del río Bug Occidental Tiene un clima templado continental, con una media de 7,7 oC y una precipitación anual media de 660 mm. El 63 % está cubierto de bosque, el resto son páramos, el río Bug y sus tributarios y 5 lagos y embalses. Hay unas 700 especies de plantas vasculares y 321 de vertebrados, con 62 de mamñiferos y 210 de aves.[3]
- Reserva de la biosfera de Berezinsky, 852 km², en el norte de Bielorrusia. El 81 por ciento de la reserva está cubierto de bosque del tipo sur de la taiga. Más de la mitad de los árboles son coníferas, especialmente pinos y abetos, con el suelo alfombrado por bayas y musgo. El pino (unos 336 km²) domina en las partes norte y central, sobre terrenos arenosos pobres en nutrientes. El abeto ocupa unos 67 km² sobre podsoles, a lo largo del río Berézina y en los límites de las turberas. Los bosques de hoja caduca cubren un 0,7 % de la reserva. Los robles, unas 300 ha, en las llanuras inundables del Berézina, el lecho del río. Cerca del lago Palik hay unas 250 ha de fresnos. También hay bosques de turbera (un 35,6 % del área boscosa) formados por alisos negros y abedules. La amplia cobertura boscosa de pinos, abetos, robles, fresnos, abedules, etc., alberga unas 56 especies de mamíferos, entre los que destacan 6 especies de murciélago, visones, mapaches, ciervos rojos, musarañas, liebres, puerco espines, lobos, linces, osos, zorros, armiños, comadrejas y castores. En 1974 se liberaron un grupo de bisontes en la zona, de los que sobreviven más de una treintena.[4][5]

## Sitios Ramsar
- Reserva de la biosfera de Berezinsky. En realidad, reserva natural estatal, de 810 km².
- Turbera de Dikoe
- Llanura de inundación del Dniéper
- Drozbitka-Svina
- Islas de Duleby-Zaozerye
- Golubickaya Puscha
- Llanura de inundación del río Iput
- Kotra
- Kozyansky
- Zakáznik del curso medio del río Prípiat
- Morochno
- Zakáznik de las turberas y pantanos de Olmany
- Osveiski
- Turberas de Podvelikiy Moh
- Valle en Polesia del río Bug
- Parque nacional Pripyatsky
- Prostyr
- Servech
- Reserva biológica de Sporovsky
- Stary Zhaden
- Svislochsko-Berezinskiy
- Vigonoshchanskoe
- Vileity
- Vydritsa
- Yelnia
- Zvanets